# Daniel E. Lieberman
Daniel E. Lieberman (* 3. června 1964) je paleoantropolog na Harvardově univerzitě, kde vede katedru lidské evoluční biologie. Věnuje se výzkumu evoluce lidského těla. Je autorem knihy „The Story of the Human Body“, která vyšla česky jako „Příběh lidského těla“ (2016, Jan MelvilPublishing).

## Vzdělání a kariéra
Lieberman vystudoval Harvardovu univerzitu, kde získal titul Ph.D. Působil také na Rugers University a na Univerzitě George Washingtona. Od roku 2001 je profesorem na Harvardově univerzitě. Je členem týmu kurátorů na Peabody Museum of Archaeology and Ethnology a vede Skeletal Biology Laboratory na Harvardově univerzitě.
Vědeckou kariéru zahájil studiem vývoje lidské hlavy, nyní se zaměřuje hlavně na vývoj lidské aktivity a na to, jak evoluční přístupy k aktivitám, jako je chůze nebo běh, mohou pomoci předcházet nemocem a léčit choroby pohybového aparátu.

## Výzkum
Lieberman se soustředí na výzkum vývoje lidského těla, zejména jeho pohybového aparátu. Ve výzkumu spojuje několik vědeckých oborů: paleontologii, anatomii a fyziologii. Pracuje v laboratoři i v terénu. Proslul zejména výzkumem evoluce lidské lokomoce (schopnost pohybu v prostoru pomocí svalové činnosti).

## Kniha Příběh lidského těla
Kniha „Příběh lidského těla: Evoluce, zdraví a nemoci“ vyšla česky v roce 2016. Lieberman v ní popisuje vývoj, jímž lidské tělo za miliony let prošlo, a vysvětluje, jak nesoulad mezi adaptací našich těl z doby kamenné a pokrokem moderní doby vede k paradoxu, kdy narůstá dlouhověkost i chronická nemocnost. Lieberman říká, že mnohé z chronických nemocí přetrvávají v důsledku „dysevoluce“, protože se léčí jen příznaky těchto chorob, nikoli důsledky. Navrhuje, abychom poznatky o evoluci využili k vytvoření zdravějšího prostředí.